# Dimachaerus
Een dimachaerus was een type gladiator in de Romeinse oudheid. De naam is afkomstig van de Griekse woorden δίς (dis) 'tweemaal' en μάχαιρα (machaira) 'dolk/ zwaard'. Daaruit is op te maken dat hij met twee dolken of zwaarden, en zonder schild vocht. De dimachaerus wordt slecht zelden genoemd, onder anderen door Artemidorus, II 32 en in een inscriptie (Orelli, Inscrip. 2584).

## Referentie
- W. Smith, art. gladiatores, in W. Smith, A Dictionary of Greek and Roman Antiquities, Boston 1870, p. 575.